# Айи-Дека (Ираклион)
А́йи-Де́ка (А́гии-Де́ка, греч. Άγιοι Δέκα) — деревня в Греции, на острове Крит. Расположена на высоте 196 м над уровнем моря. Административный центр общины Гортина в периферийной единице Ираклион в периферии Крит. Население 785 человек по переписи 2011 года.

## Сообщество
Сообщество Айи-Дека (греч. Κοινότητα Αγίων Δέκα) создано в 1925 году (ΦΕΚ 27Α). В сообщество входит деревня Вурвулитис. Население 861 человек по переписи 2011 года. Площадь 16,33 квадратных километров.
| Населённый пункт | Население (2011), человек |
| ---------------- | ------------------------- |
| Айи-Дека         | 785                       |
| Вурвулитис       | 76                        |

## Население
| Год  | Население, человек |
| ---- | ------------------ |
| 1991 | 788                |
| 2001 | 819                |
| 2011 | ↘ 785              |